# Meister der Magdalena

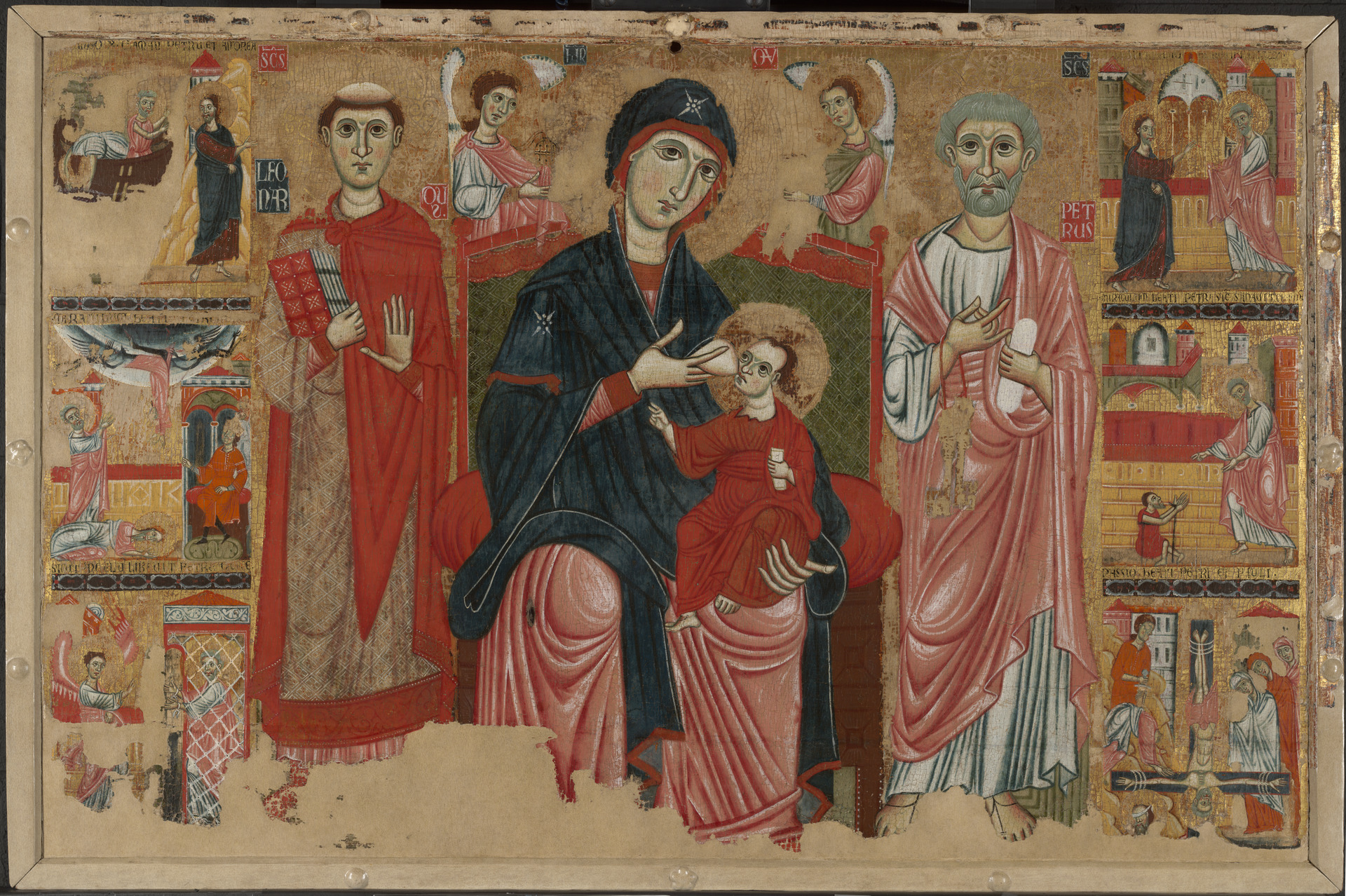
Meister der Magdalena: Thronende Madonna lactans mit hll. Petrus und Leonhard, ca. 1270, Yale University Art Gallery

Meister der Magdalena (Englisch Master of the Magdalen) ist in der Kunstgeschichte der Notname eines mittelalterlichen Malers in der Toskana, der um 1270 oder 1280 das Bild einer Hl. Magdalena gemalt hat. Das heute in der Galleria dell’Accademia in Florenz zu findende Bild zeigt eine Reumütige Maria Magdalena mit 8 Szenen aus ihrem Leben. 

## Stil und Einordnung
Der Meister der Magdalena ist ein Zeitgenosse des ebenfalls in der Toskana tätigen Cimabue und mag wie dieser in Florenz seine Werkstatt gehabt haben. Die dem Meister zugeschriebenen Bilder stehen noch dem formalen Stil der Ikonenmalerei aus Byzanz nahe. Der Beginn von etwas mehr Bewegung in den Bildern ist aber ein Beispiel, wie Mittelalterliche Kunst im 13. Jahrhundert in Italien beginnt, eine eigene und erneuerte Formensprache der Kunst zu entwickeln, die dann z. B. von Giotto, eventuell ein Schüler von Cimabue, letztendlich in die Sprache der Renaissancemalerei überführt wird.

## Werke (Auswahl)
- Reumütige Maria Magdalena mit 8 Szenen aus ihrem Leben, Galleria dell'Accademia, Florenz

Weitere dem Meister zugeschriebene Werke sind z. B.:
- Thronende Madonna lactans mit Hl. Petrus und Hl. Leonhard. Yale University Art Gallery, New Haven
- Der Evangelist Johannes. Galleria dell'Accademia, Florenz
- Der Evangelist Lukas. Uffizien, Florenz
- Madonna mit Kind. The Metropolitan Museum of Art, New York
- Thronende Maria mit Kind und zwei Engeln, Gemäldegalerie, Berlin[2]
- Thronende Maria mit Kind mit den hll. Dominikus und Martin und zwei Engeln[3]

## Unterscheidung
In der Kunstgeschichte gibt es mehrere nach ihrem Hauptwerk einer (Heiligen) Magdalena benannten Meister. Der Meister der (Heiligen) Magdalena hier ist zu unterscheiden von deren ähnlichen Notnamen wie z. B. Meister der Magdalenenlegende (um 1490, Brüssel) oder Meister der Mansi-Magdalena (1510/1530 Antwerpen).